# Laura Augé
Pour les articles homonymes, voir Augé.
Laura Augé, née le 17 janvier 1992 à Marseille, est une nageuse synchronisée française.
Elle se qualifie avec Margaux Chrétien pour les Jeux olympiques d'été de 2016 .
La préparation sportive du duo pour les JO a fait l'objet d'un documentaire "Immergés"  réalisé par l’ancien nageur tricolore Thomas Symonds . 